# Isla Reindeer
Isla Reindeer (en inglés: Reindeer Island) es una isla situada en la cuenca norte del lago Winnipeg, en la provincia canadiense de Manitoba, cerca de la orilla occidental del lago. Sin población humana, fue nombrada la primera reserva ecológica de Manitoba en mayo de 1976 y fue creada bajo la Ley de Tierras de la Corona. Isla Reindeer se encuentra a unos 130 km (81 millas) al sureste de la comunidad de Grand Rapids.
La isla es de aproximadamente 27 km (17 millas) de largo, y tiene unos 7 km (4,3 millas) en su punto más ancho, con una superficie de 13.680 hectáreas. 